# Titus Oates
Titus Oates (født 15. september 1649 i Oakham, Rutland, England, død 13. juli 1705), også kaldet Titus the Liar, var arkitekten bag den papistiske sammensværgelse (The Popish Plot), en formodet katolsk sammensværgelse for at dræbe Kong Charles II.